# 全民字多星
《全民字多星》是臺灣的一個電視綜藝節目，於壹電視新聞台（以下簡稱「壹新聞」）與壹電視綜合台（以下簡稱「壹綜合」）播出。2011年1月17日起至2011年7月1日為止，壹新聞頻道於當地時間每周一至每周五晚上八時至八時三十分播出；而壹綜合則是於當地時間每周一至每周五晚上十時至十時三十分播出。主持人是何戎。

## 歷任主持人
- 何戎主持

## 節目特性
節目是以中國文字為主，從現在的標準楷書，延伸至以前的字體如小篆、金文等字體；並將中國文字做一些應用，從古文延伸至諺語，甚至是流行歌曲、流行語、廣告名句…等。
參賽者的組合，是藝人與素人所組合而成的隊伍。每集邀請三位藝人與三位素人，進行捉對廝殺，贏得最高獎金的隊伍，可以將累計獎金帶回家，並且取得參加決賽的資格，將價值一百萬的名車開回家。

## 播出頻道
壹電視為主要播出頻道，從2011年1月18日起，至2011年7月1日止，共播出52集。
由於壹電視是向中華電視公司付費租用攝影棚攝影，因此中華電視公司購得公開播映權，並於2011年5月21日起，於每週六、周日下午三時至四時在華視主頻道播出「一小時版本」（即兩集合為一集），直至同年的8月14日為止。
除了華視，壹電視也將公開播映權賣給冠軍電視。

## 節目單元
除特別標註外，本文金額為當地貨幣（新台幣）。
整體節目有下列兩個單元。

### 第一單元：字說字畫

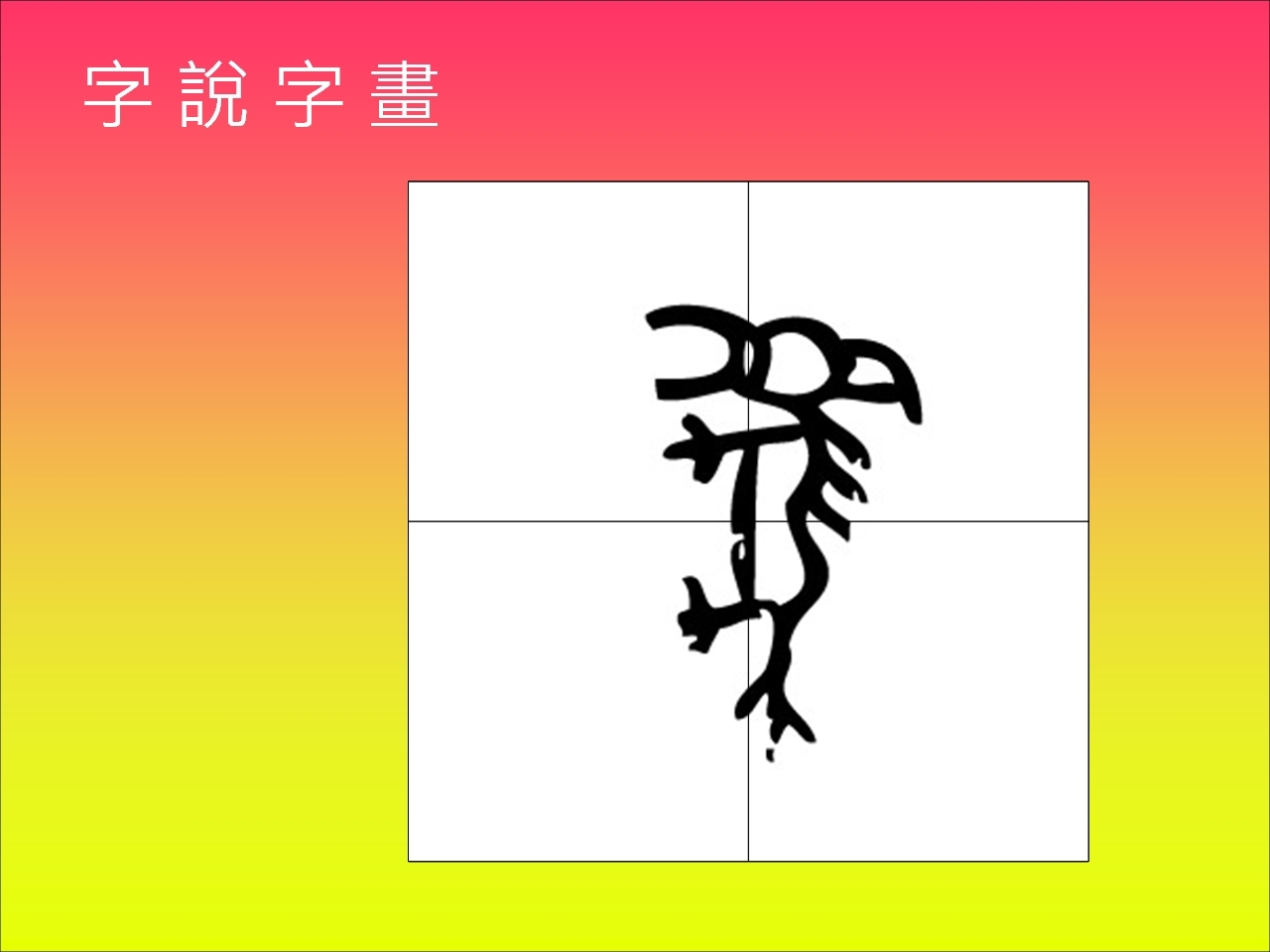
〈字說字畫〉遊戲單元畫面（此為模擬畫面）

〈字說字畫〉是參賽者猜出在2 × 2的四宮格內出現的字體為何，而這類字體通常不是以楷書表現，而是以較早的古文表現。只要參賽者能夠猜出答案，即可按鈴搶答。只要答對者，即可獲得新台幣一千元的獎金，並取得第二回合的優先回答權。
但如果參賽者答錯，則在該回合喪失答題機會，改由其他組別的參賽者搶答。搶答答題的答案是對者，也是可以勝出，獲得新台幣一千元的獎金，並取得第二回合的優先回答權。
倘若三組來賓都失敗，主持人公布答案後，由第一順位的參賽者開始進行第二回合的猜題。
後期，此單元被併入第二單元〈字裡乾坤〉內第三題的題目中，作為搶答成功的依據。若搶答成功者，則獲得新台幣三千元的獎金。

### 第二回合：字裡乾坤
〈字裡乾坤〉是三組參賽者進行推盤的方式，以盤子的箭頭指向桌上獎金的方式決定獎金，並請參賽者選擇題目會出現文字的部位。除第三題外，每一個題目至少有五個、最多有四十八個包含符號、外文等共同與中文所組合的字。
題目種類有：
- 作品名稱：包括電視節目等作品名稱，例如「《MVP情人》」。
- 作者名字：包括國內、外等作者名字，例如「J·K·羅琳」。
- 料理名稱：包括飲食、點心類等名稱，例如「桂花酸梅湯」。
- 古詩詞、古文：例如「智者千慮，必有一失；愚者千慮，必有一得」。
- 諺語：例如「說曹操，曹操就到」。
- 流行歌曲之歌詞：例如陳淑樺《夕陽伴我歸》的歌詞「當夕陽西下的時候，留下了一片片的紅霞」。
- 流行語：如網路用語「很黃很暴力」。
- 廣告名句：例如柯尼卡軟片廣告「它抓得住我」。
- 經典名言等語錄：例如「健康的乞丐比有病的國王幸福」。

當然，製作單位也會視需求，改變其分類，或者是出其他符合來賓種類的題目。
參賽者進行遊戲時，先取圓盤，並朝著桌上丟擲，圓盤上的箭頭指向哪一個獎金或獎品的獎項，接著參賽者就猜出該題目的分類有哪些。如果參賽者答對分類，則螢幕上會顯示符合分類的文字有哪些，並且由旁白告知「Ｘ個」。圓盤指向的獎金，乘以猜中的字數，就是該組參賽者能夠獲得的獎金。遊戲桌上有獎金，最低新台幣500元，最高有5,000元，也有各種不同價格的獎品。但如果參賽者擲出「歸零」或「暫停」，或者是猜錯題目的分類，則該組參賽者就失去拿獎金的資格，改由下一順位的參賽者進行拿獎金的資格。如果是第三順位的參賽者擲出「歸零」或「暫停」，或是猜錯題目分類，則改由第一順位參賽者進行拿獎金的資格。
當參賽者累積到一定獎金後，或者參賽者對題目有信心可以作答，參賽者就可以按鈕搶答。答對者，參賽者累計該題的所得獎金，就歸該位參賽者所有；其餘組別的，即使在該題得到獎金，也會歸零（不過，在其他題目得到的獎金就不受影響）。若某參賽者於某題的獎金是新台幣0元者，不可作答，必須要丟牌才能猜題。
假設有題目是出自《論語》的名言：「是可忍孰不可忍」，有參賽者擲出了5,000元的獎金，並猜出了「上字」的分類（即「是」的上半部位「曰」與兩個「忍」字的上半部為「刃」），則該名參賽者可以獲得新台幣5,000 × 3 = 15,000元整的獎金，並可持續累計，直至他猜對題目，或者擲出「歸零」、「暫停」並輪到下一組為止。
倘若題目沒有完整顯示，但參賽者已經知道答案，參賽者可以按鈴，說出完整答案，以取得該題累計的獎金。若幕後工作人員傳出正確答案的聲音，參賽者即可得到該題的累計獎金；反之傳出錯誤答案的聲音，則該組參賽者就失去作答與拿獎金的機會。假設製作單位以黃鶯鶯《只有分離》歌詞出題，題目顯示「愛你依然沒＿，只是無法改＿，彼此的＿驗。」，而參賽者說出了完整的歌詞「愛你依然沒變，只是無法改變，彼此的考驗。」，而主持人說出「是不是這個答案？」，則幕後工作人員就會傳出正確答案的聲音，該組參賽者就可以得到該題的累計獎金。
總計五道題目下來，哪一組參賽者的累計獎金是最高者，則屬於該集節目的衛冕者，並取得進行決賽的資格權。

### 文字部位定義

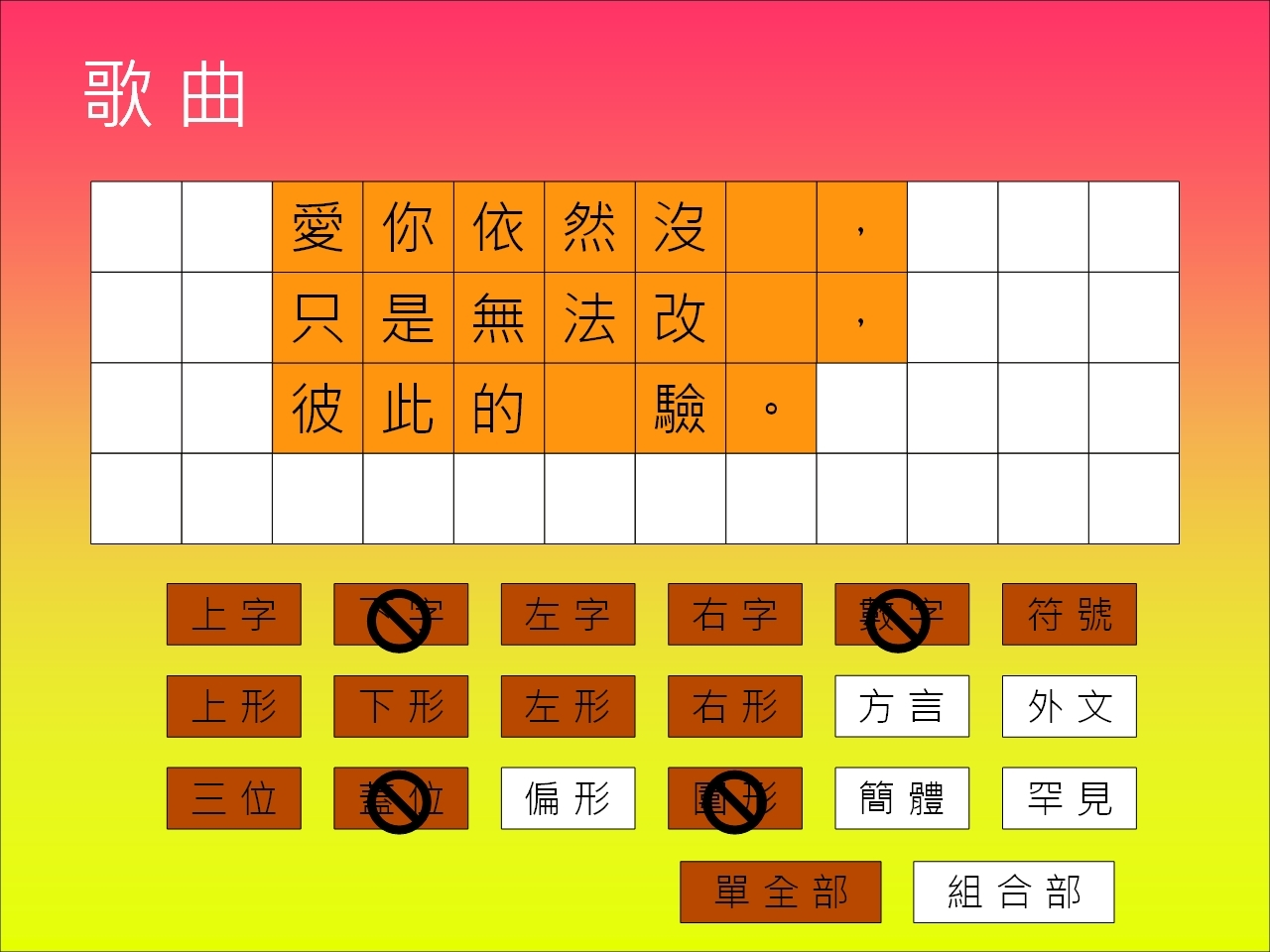
〈字裡乾坤〉遊戲單元畫面（此為模擬畫面）

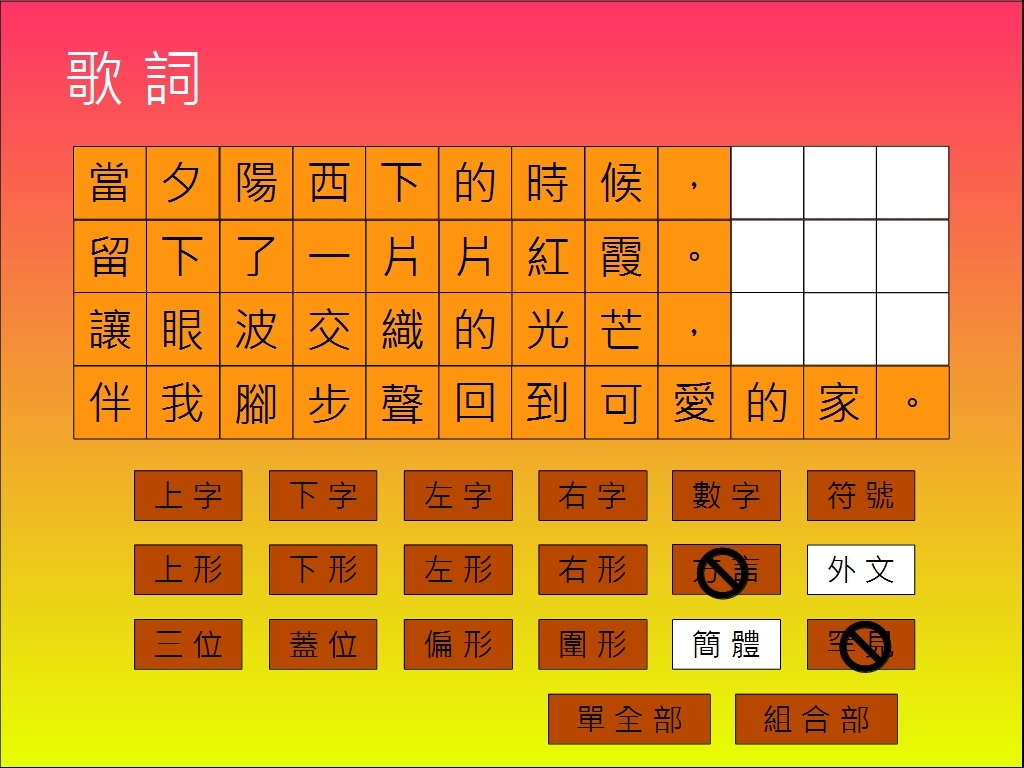
〈字裡乾坤〉遊戲單元畫面（此為模擬畫面）

此節目遊戲大部分採用正體中文，極少使用簡化中文。因此，參賽者必須要以正體字的邏輯去猜文字部位。
文字部位的定義如下：
- 上字：如「早餐」的「早」上半部分「日」，就屬於「上字」。即一個拆成上、下兩部分的字，是可以看得出一個字的樣子，並取上半部分。
- 下字：如「溫泉」的「泉」下半部分「水」，就屬於「下字」。即一個拆成上、下兩部分的字，是可以看得出一個字的樣子，並取下半部分。
- 左字：如「唱歌」的「唱」字左邊的「口」，就屬於「左字」。即一個拆成左、右兩部分的字，是可以看得出一個字的樣子，並取左半部分。由於中國文字多數是以左右所組成，即符合《六書》分類的形聲字，因此，這個分類是佔了整個中國文字系較多的分類，參賽者若能善用這個分類，則得獎金的機率較高。
- 右字：如「仲夏」的「仲」字右邊的「中」，或者是「起重機」的「起」字旁邊的「巳」，就屬於「右字」。即一個拆成左、右兩部分的字，是可以看得出一個字的樣子，並取右半部分。同左字，這個分類也是佔了整個中國文字系較多的分類，參賽者若能善用這個分類，則得獎金的機率也很高。
- 數字：如國字數字「一」、「二」、「十」、「百」、「壹」、「貳」、「叁」等字，就屬於「數字」。或者是阿拉伯數字亦可，如「《咖啡王子１號店》」這個詞當中的阿拉伯數字「１」，亦算是此分類。值得一提的是，若有一個詞當中，有如「一起」、「一定」、「一切」、「一般」、「一直」…等詞當中的「一」字，就仍要以「數字」類猜，而不是猜「單全部」；或「二氧化碳」詞當中的「二」、「第三者」詞當中的「三」，也必須要以「數字」類猜，「二」或「三」兩個字就不是猜「單全部」。但如果「參」當數字解釋，如「新台幣參萬元整的獎金」當中的「參」，就必須當「數字」猜；反之如果「參」當數字以外的解釋，如「人參」、「參加」、「參差不齊」等，就必須當「組合部」猜。
- 符號：如標點符號逗號、句號（。）、驚嘆號（！）等。在歌詞、古文、諺語等容易出現。而這個分類也是可被計算獎金的。
- 上形：如的「晋」字上半部「亚」，屬於「上形」。即一個拆成上、下兩部分的字，是較不可以看得出一個字的樣子，或者是較冷門的字，並取上半部分。
- 下形：如「見沼代親水公園站」的「見」字下半部「儿」，屬於「下形」。即一個拆成上、下兩部分的字，是較不可以看得出一個字的樣子，或者是較冷門的字，並取下半部分。
- 左形：如「演戲」的「演」字左邊的三點水「氵」，屬於「左形」。即一個拆成左、右兩部分的字，是較不可以看得出一個字的樣子，或者是較冷門的字，並取左半部分。
- 右形：如「《你是主人我是僕》」的「你」字右邊的「尔」，屬於「右形」。即一個拆成左、右兩部分的字，是較不可以看得出一個字的樣子，或者是較冷門的字，並取右半部分。
- 方言：如閩南語「毋通」（讀做，即華語「不可以」的意思）兩字整體，就屬於「方言」。前提是若一般字用於此分類，參賽者就必須回答「方言」類，否則就依照其他種類的分類作答。如「毋」這個字在「毋忘在莒」一詞呈現時，「毋」字因為有明顯的一撇，就必須以「偏型」猜，而不是「方言」。
- 外文：如閩南語唸謠〈ABC狗咬豬〉內的「A」、「B」、「C」等三個英文字母整體，就屬於「外文」。如有如法文、德文等拉丁系字母、或日文平假名、片假名，或韓語諺文…等符號，亦算在此分類。
- 三位：如「愛心傘」的「愛」這個字整體，或「八寶粥」的「粥」這個字整體，就屬於「三位」，即一個字拆成三個部位，無論從上至下，或從左至右，均遵照此原則猜。又如「隨選視訊」當中的「隨」這個字，也是屬於「三位」。
- 蓋位：如「方向」的「方」這個字整體，或「黃金」的「金」這個字整體，或「《貧窮貴公子》」的「窮」這個字整體，屬於「蓋位」，即一個字有「寶蓋」，如「宀」、「穴」、「艹」…等。
- 偏形：如「有線電視」的「有」這個字整體，或「反射」的「反」這個字整體，就屬於「偏型」，即一個字包含了一個明顯的一撇「丿」。
- 圍形：如「返回」的「回」這個字的整體，或是「國家」的「國」這個字的整體，即屬於「圍形」，即一個字包括了一個「囗」。注意的是，這個不是嘴巴的「口」，而是發音同「圍」的「囗」。
- 簡體：如果題目的文字，必須以簡化字呈現的話，則均屬於此分類，不以上述的所有分類猜。
- 罕見：如知名歌手「陶喆」的「喆」這個字，或者是知名政治人物「游錫堃」的「堃」這個字，就屬於「罕見」。此時的「喆」，就不能猜「左字」或「右字」；而「堃」字也就不能猜組合部。
- 單全部：如「電子」的「子」字全體，或「心臟」的「心」字全體，就屬於「單全部」，即一個字是五筆筆畫以內者。但如果一個字如果符合其他分類，如「徐乃麟」當中的「乃」字，就必須猜「偏形」。
- 組合部：如「斷頭台」的「斷」字全體，或「烏龜」的「龜」字，都屬於「組合部」，即一個字是好幾個部位所組成。此時，「斷」這個字，就不能以「左形」與「右字」猜。

上述分類，是參賽者必須要猜出題目的部位。當然，一個題目內，不一定會囊括所有的分類作為答案。

## 其他規則
下列是該節目內遊戲的其他規則說明。
- 參賽者必須將圓盤彈向遊戲檯上的壁面至少一次，若圓盤因為沒有壁面的反彈，或若圓盤上的「全民字多星」字樣翻面朝下，導致主持人無法辨識，無論箭頭指向哪一個指令或獎金獎品等區塊，均視同暫停。
- 參賽者有權猜題或丟盤時，必須在主持人限定的時間內說出答案或拆字部位，超過時間仍無說出答案者，無論獎金或獎品價值多寡，亦視同暫停。
- 參賽者不可脅迫其他來賓說出答案，或者是脅迫主持人要求不合理之請求。
- 如答案與一般說法不同者，題目答案以有公信力之來源為主，如一般人說：「久旱逢甘霖」，正確答案應為「久旱逢甘雨」才對。
- 得獎者必須簽署播出同意書，方可領取獎金，否則視同放棄領獎權益。
- 第二名與第三名參賽者均屬落敗隊，即使有累計獎金或獎品，也不能獲得，空手而返（製作人表示，只有勝者才能取得獎金）。

## 節目結束
二回合的遊戲結束後，何戎帶著勝出的參賽者組正式結束該集節目。

## 其他
此節目播出五十二集之後，正式結束。艾迪斯傳播以此節目為相同架構，並以小學生參賽者為主的《猜對字了沒?!》，募集小學生參賽者報名參賽，於2011年9月錄影。

## 另見
- 美國遊戲節目《命運輪盤（英语：Wheel of Fortune (U.S. game show)）》（Wheel of Fortune）
- 英國遊戲節目《命運輪盤（英语：Wheel of Fortune (UK game show)）》（Wheel of Fortune）
- 美國兒童遊戲節目《輪盤2000》（Wheel 2000）
- 類似遊戲《嚦咕嚦咕樂翻天》
- 黎智英
- 壹傳媒
- 部首
- 注音符號
- 東漢許慎《說文解字》
- 《康熙字典》
- 中文輸入法：倉頡輸入法、行列輸入法、嘸蝦米輸入法

## 外部連結
- 全民字多星（页面存档备份，存于）
- YouTube上的全民字多星播放列表

| 壹電視新聞台 星期一至星期五20:00－20:30 | 壹電視新聞台 星期一至星期五20:00－20:30 | 壹電視新聞台 星期一至星期五20:00－20:30 |
| --------------------------------------- | --------------------------------------- | --------------------------------------- |
|                                         | 全民字多星 （2011.1.17 - 2011.7.1）     |                                         |
| （無上一節目）                          | 壹電視臺語新聞                          |                                         |

| 壹電視綜合台 星期一至星期五22:00－22:30 | 壹電視綜合台 星期一至星期五22:00－22:30 | 壹電視綜合台 星期一至星期五22:00－22:30 |
| --------------------------------------- | --------------------------------------- | --------------------------------------- |
|                                         | 全民字多星 （2011.1.18 - 2011.7.1）     |                                         |
| （無上一節目）                          | 一天壹蘋果                              |                                         |

| 壹電視綜合台 星期一至星期五18:30－19:00 | 壹電視綜合台 星期一至星期五18:30－19:00      | 壹電視綜合台 星期一至星期五18:30－19:00 |
| --------------------------------------- | -------------------------------------------- | --------------------------------------- |
|                                         | 全民字多星（重播） （2012.4.2 - 2012.11.2.） |                                         |
| 銀魂                                    | 猜對字了沒?!                                 |                                         |

| 華視主頻 星期六至日15:00－16:00                       | 華視主頻 星期六至日15:00－16:00                                                                                         | 華視主頻 星期六至日15:00－16:00 |
| ----------------------------------------------------- | --- | ------------------------------- |
|                                                       | 全民字多星 （2011.5.21 - 2011.8.14）                                                                                    |                                 |
| 星期六、日： 艋舺耀輝精華篇 （2011.4.16 - 2011.5.15） | 星期六： 歡迎愛光臨 （2011.8.20 - 2011.10.15） 星期日： 光‧影 張照堂 （2011.8.21） Woman愛旅行 （2011.8.28 - 2012.5.1） |                                 |

| 八度空間 星期五18:00－19:00 | 八度空間 星期五18:00－19:00 | 八度空間 星期五18:00－19:00 |
| --------------------------- | --------------------------- | --------------------------- |
|                             | 全民字多星 （2019.3.1 - ）  |                             |
| —                           | —                           |                             |